# 馬爾庫斯·克勞狄烏斯·馬塞盧斯 (儒略-克勞狄王朝)
馬爾庫斯·克勞狄烏斯·馬塞盧斯（拉丁語：Marcus Claudius Marcellus，前42年—前23年）是古罗马皇帝奥古斯都的姊姊小屋大薇的儿子，公元前25年与大茱莉亞结婚。曾与阿格里帕发生冲突，后随屋大维远征西班牙，并享有盛名。死后由屋大维亲自致悼词。